# Ключі (Білоярський міський округ)
Ключі́ (рос. Ключи) — присілок у складі Білоярського міського округу Свердловської області.
Населення — 173 особи (2010, 174 у 2002).
Національний склад станом на 2002 рік: росіяни — 90 %.